# Monique Laederach
Pour les articles homonymes, voir Laederach.
Monique Laederach, née le 16 mai 1938 aux Brenets, à la frontière franco-suisse, et décédée à Peseux le 17 mars 2004, est une écrivaine, poétesse, critique littéraire et traductrice neuchâteloise.

## Biographie
Monique Laederach est l'aînée d'une famille de six enfants, elle est la fille de Jean-Rodolphe Laederach (1910-2005) et de Hilde Maeder (?-1980), d'origine allemande. Née aux Brenets, elle grandit à Serrières où son père est pasteur et rédacteur du journal local : le « Journal de Serrières. » Elle suit son enseignement secondaire et gymnasial à Neuchâtel avant d'obtenir, en 1974, une licence en lettres aux termes d'études partagées entre l'Université de Neuchâtel et l'Université de Lausanne. En parallèle, elle se forme au piano aux conservatoires de Neuchâtel puis de Vienne. Au terme de ses études, et après l'obtention d'un brevet d'enseignement, Monique Laederach est engagée en tant qu'enseignante d'allemand au Gymnase Numa-Droz de Neuchâtel. Elle reste fidèle à cette institution jusqu'à l'âge de la retraite.
En 1961, Monique Laederach épouse l'écrivain et enseignant Jean-Pierre Monnier. Le couple se sépare en 1973.
C'est en 1970 que Monique Laederach publie son premier ouvrage, un recueil de poésie paru aux Éditions de l'Aire et intitulé : L'Étain, la source (1970). Tout au long de sa carrière, l'autrice neuchâteloise reste attachée à cette première maison d'édition. Le succès est rapidement au rendez-vous puisque, en 1977 déjà, Monique Laederach reçoit le prestigieux Prix Schiller pour son recueil de poésie : J'habiterai mon nom (1977). Quelques années plus tard paraît un premier récit : Stéphanie (1978) suivi de près par La Femme séparée (1982). Ce roman lui vaut un second Prix Schiller et assoit définitivement sa notoriété, dix ans à peine après son entrée sur la scène littéraire romande,. Désormais, Monique Laederach est omniprésente dans l'espace littéraire suisse.
Si elle débute comme poète et romancière, Monique Laederach est aussi une femme de théâtre (La Griffure, Les Crépusculaires, etc.) ainsi qu'une redoutable critique littéraire. En effet, pour le compte du quotidien fribourgeois La Liberté et le journal Coopération, elle signe d'innombrables recensions. Tout au long de sa carrière, différents soutiens financiers lui permettent de mener son activité artistique. Elle obtient par exemple une bourse de l'Association pour l'aide à la création littéraire pour la rédaction de L'Ombre où m'attire ta main (2001) et une seconde de la Société suisse des auteurs pour Le Photographe (1998).
Femme de lettres engagée et médiatique, Monique Laederach donne, tout au long de sa carrière, de nombreux entretiens et conférences et notamment sur un sujet qui lui est cher : la nature de l'écriture féminine,,. L'essai qu'elle signe avec Anne-Lise Grobéty et Amélie Plume : Littérature féminine ou féministe ? (1983) cristallise ainsi une décennie de réflexion à ce propos. Ce perpétuel questionnement amène Monique Laederach à s'intéresser en profondeur à l’œuvre de femmes qui l'ont précédée dans la carrière des lettres : Marguerite Burnat-Provins dont elle se fera spécialiste ou encore Pierrette Micheloud avec qui elle aura l'occasion de s'entretenir pour le compte de Plans-fixes. Si Monique Laederach place l'exploration de la condition féminine au cœur de son œuvre, elle défend aussi la cause des femmes dans l'arène politique. Affiliée au Parti socialiste neuchâtelois, elle est de surcroît membre du comité de l'association suisse des écrivains de mouvance socialiste : le groupe d'Olten,. Elle s'engage aussi publiquement, en 1999, en faveur de la reconnaissance du génocide arménien par la Suisse,.
Elle-même parfaitement bilingue, Monique Laederach a mis l'art de la traduction au cœur de sa vie. En effet, lorsqu'elle n'écrit pas en son nom, elle traduit les mots d'autrui et particulièrement ceux de ses compatriotes. Une vie durant, elle est une médiatrice de choix entre les littératures suisses alémanique et romande. Faits marquants, en 1989, elle dirige l'édition de la traduction de Minute de silence (Schweigeminute) d'Erika Burkart puis, en 1999, sa traduction inventive de Lamioche (Daskind) de Mariella Mehr suscite l'admiration. Monique Laederach traduit aussi, de l'allemand au français, de nombreux poèmes de ses contemporains pour le compte du site web Culturactif (devenu Viceversa littérature) comme : Franz Hohler, Ingrid Fichtner, Norbert Loacker, etc. Forte de cette expérience, on la charge de donner des cours de traduction au Séminaire de français moderne de l'Université de Neuchâtel et d'animer plusieurs séminaires au Centre de traduction littéraire de l'Université de Lausanne.
Monique Laederach décède le 17 mars 2004 des suites d'une longue maladie.

## Distinctions
- Prix Saffa, 1958[27]
- Prix Auguste Bachelin, 1976[28]
- Prix Schiller, 1977 pour J'habiterai mon nom[29]
- Prix littéraire de Belles-Lettres, 1978[30],[31]
- Prix Oertli, 1981[32]
- Prix Schiller, 1983 pour La Femme séparée[29]
- Prix du concours d’œuvres de théâtre radiophonique d'Espace 2, 1998[33]
- Prix Schiller, 2000 pour l'ensemble de son œuvre[29]
- Prix de l'Institut neuchâtelois, 2001 pour l'ensemble de son œuvre[34]

## Liste complète des œuvres
- L'Étain la source, poèmes, Éditions de l'Aire, 1970
- Pénélope, poème, Éditions de l'Aire, 1971
- La Ballade des faméliques baladins de la Grande Tanière, poèmes, Cahiers du Bateleur, 1974
- J'habiterai mon nom, poème, Éditions L'Âge d'Homme, 1977
- Jusqu'à ce que l'été devienne une chambre, poème, E. Vernay, 1978
- Stéphanie, récit, Éditions de l'Aire, 1978
- La Partition, poèmes, Éditions de l'Aire, 1982
- Trop petits pour Dieu, roman, Éditions de l'Aire, 1986
- J'ai rêvé Lara debout, roman, Éditions Zoé, 1990
- La Femme séparée, roman, coéd. (L'Aire/Fayard (maison d'édition), 1982), Éditions L'Âge d'Homme, 1993
- Si vivre est tel, poèmes, L'Age d'Homme/Écrit des Forges (Québec), 1998 - avec un CD des poèmes lus par l'auteure
- La trahison, Éd. de La Nouvelle Revue Neuchâteloise, 1999
- Je n'ai pas dansé dans l'île, Éditions L'Âge d'Homme, 2000
- L'Ombre où m'attire ta main, L'Association pour l'aide à la création littéraire, 2001
- Ce chant mon amour, poèmes, Éditions L'Âge d'Homme, 2001
- Les Noces de Cana, roman, Éditions L'Âge d'Homme, (1996) 2002
- Trop petits pour Dieu, Éditions de L'Aire, collection, l'Aire bleue, 2002
- Les Crépusculaires, pièce de théâtre, pas éditée, 2002
- Poésie complète, Éditions L'Âge d'Homme, 2003
- Flèche dérobée au vent, roman, Éditions L'Âge d'Homme, Coll. Contemporains, 2003